# Hyperophora angustipennis
Hyperophora angustipennis är en insektsart som beskrevs av Brunner von Wattenwyl 1891. Hyperophora angustipennis ingår i släktet Hyperophora och familjen vårtbitare. Inga underarter finns listade i Catalogue of Life.